# Peugeot 908
Peugeot 908 är en sportvagnsprototyp, tillverkad av den franska biltillverkaren Peugeot under 2011.

## Peugeot 908
Till säsongen 2011 introducerade Peugeot en ny generation, anpassad för Automobile Club de l'Ouests senaste reglemente för LMP1-bilar. Den nya 908:an hade en mindre V8-motor men den är fortfarande dieseldriven.
Bilen tävlade bara under en säsong, för i januari 2012 meddelade Peugeot att man drar sig ur sportvagnsracingen med omedelbar verkan. Som orsak angavs ekonomiska orsaker i samband med den rådande statsskuldkrisen i Europa.

### Tekniska data
| Tekniska data    | Peugeot 908                                                           |
| ---------------- | --------------------------------------------------------------------- |
| Motor:           | 90° V8 turbodiesel                                                    |
| Cylindervolym:   | 3,7 l                                                                 |
| Max effekt:      | 550 hk                                                                |
| Max vridmoment:  |                                                                       |
| Ventilstyrning:  | Dubbla överliggande kamaxlar per cylinderrad, 4 ventiler per cylinder |
| Bränslesystem:   | Common rail direktinsprutning                                         |
| Växellåda:       | 6-växlad manuell                                                      |
| Hjulupphängning: | Dubbla tvärlänkar, torsionsstavar                                     |
| Bromsar:         | Keramiska skivbromsar                                                 |
| Chassi & kaross: | Monocoque av kolfiber                                                 |
| Hjulbas:         | 295 cm                                                                |
| Torrvikt:        | 900 kg                                                                |

## Tävlingsresultat

### Intercontinental Le Mans Cup
Le Mans 24-timmars 2011 resulterade i en 2:a, 3:e, 4:e samt 5:e plats. 5:e platsen togs av Team Oreca Matmut som hade 2010 års version av 908 HDI FAP men modifierad för årets regler. Vann gjorde enda kvarvarande Audi R18 TDI, 13,8 sekunder före första fabrikspeugeot 908 HDI.
I övrigt dominerade Peugeot säsongen och vann fem av sju deltävlingar. Peugeot vann därmed märkestiteln och Team Peugeot Total tog hem teammästerskapet.